# Creu de Cal Bitxo
La Creu de Cal Bitxo, o creu de terme del barri de la Creu, és una creu de terme situada al barri de la Creu d'Avià (Berguedà), al punt més elevat del camí ral de Berga a Cardona. La creu va donar nom al barri. Està declarada bé cultural d'interès nacional.
Obra del segle XIX, és una creu exempta, amb una base de pedra gran i sense forma definida, que suporta una columna de secció circular que té base doble formada per dos cilindres en disminució. El capitell té forma de cub i suporta encastada una creu de ferro de braços prims i decorats amb volutes.